# Wick (Écosse)
Pour les articles homonymes, voir Wick.
Wick (en gaélique : Inbhir Ùige) est une ville portuaire d'Écosse, située dans le council area des Highlands et dans la région de lieutenance et ancien comté du Caithness. Avant 1975, elle était le siège du comté de Caithness. De 1975 à 1996, elle était la capitale administrative du district du Caithness, au sein de la région des Highlands. Elle est située à l'estuaire de la Wick et compte 7 333 habitants.
Son nom vient du norrois vik signifiant « baie ».
La ville a été historiquement un port majeur de la pêche au hareng, une activité qui toutefois aujourd'hui est devenue faible.
Pulteneytown, qui s'était développée autour de pêcheries au sud de la rivière, fut fusionnée avec Wick en 1902.
La ville abrite Old Pulteney, la plus septentrionale des distilleries écossaises de whisky (hors îles), ainsi qu'un musée sur l'histoire de la ville et essentiellement de son passé portuaire de grande importance.
Elle abrite la place Ebenezer, reconnue comme la rue la plus courte du monde par le Livre Guinness des records.

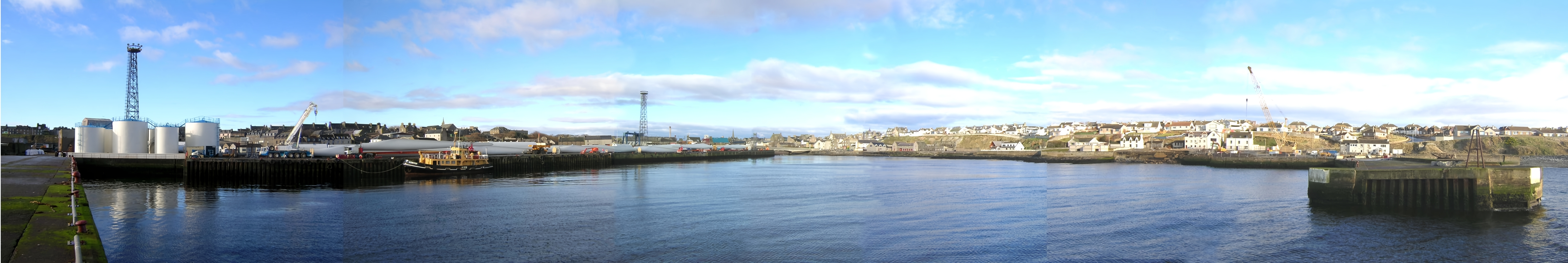
Le port de Wick.

Dans la saga, Les étoiles de Noss Head, l'auteur Sophie Jomain a situé son histoire dans cette ville.

## Jumelage
- La ville de Wick était jumelée avec la ville de Klaksvík (Îles Féroé) jusqu'au 19 aout 2015. La municipalité a décidé de stopper le jumelage afin de ne pas être associé au Grindadráp en cours sur les Îles Féroé.

## Transports
- Aérodrome de Wick